# Иино (княжество)
Княжество Иино (яп. 飯野藩 Иино-хан) — феодальное княжество (хан) в Японии периода Эдо (1648—1871). Иино-хан располагался в провинции Кадзуса (современная префектура Тиба) на острове Хонсю.

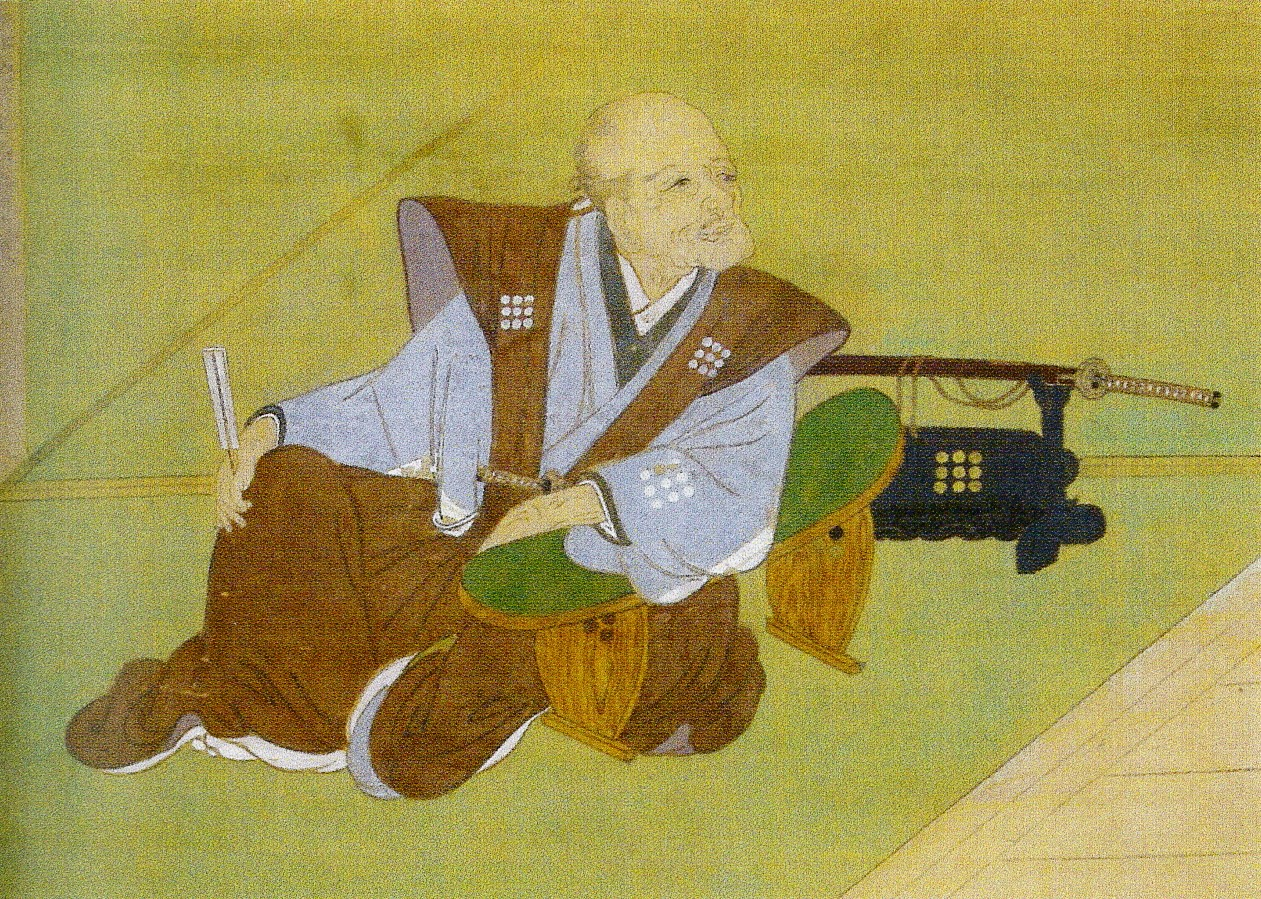
Хосина Масасада (1588—1661), 1-й даймё Иино-хана (1648—1661)

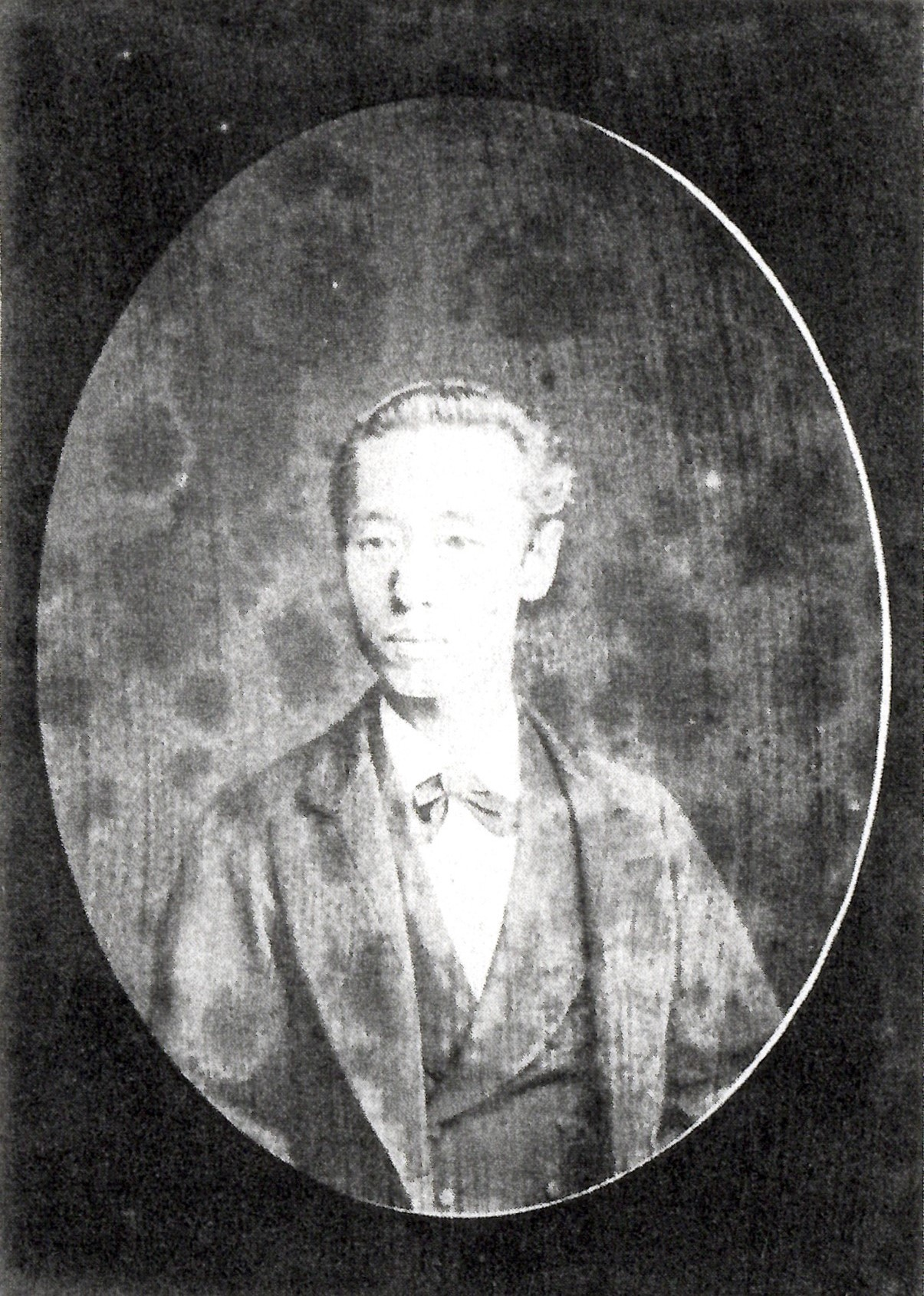
Хосина Масаари (1833—1888), последний (10-й) даймё Иино-хана (1848—1871)

Административный центр хана: Иино jin’ya в провинции Кадзуса (современный город Фуццу в префектуре Тиба). На протяжении всей истории княжество управлялось самурайским родом Хосина из княжества Айдзу.

## История
Иино-хан был создан в 1648 году для хатамото Хосина Масасады (1588—1661), имевшего владения в размере 7 000 коку. Его доход был увеличен на 10 000 коку в провинции Сэтцу после его назначения юстициарием Осаки в 1648 году. После смерти Хосины Масасады в 1661 году ему наследовал его старший сын, Хосина Масакагэ (1616—1700), который уменьшил свой домен до 15 000 коку, выделив удел своему младшему брату Хосине Масафусе (2 000 коку). Позднее Хосина Масакагэ смог увеличить свои владения до 20 000 коку.
Хосина Масаари (1833—1888), последний (10-й) даймё Иино-хана (1848—1871), занимал должность вакадосиёри в 1866—1867 годах и играл важную роль в качестве командира во время второго карательного похода против княжества Тёсю. Тем не менее во время Войны Босин (1868—1869) он перешел на сторону Союза Саттё, затем он участвовал в судебных процессах над противниками Реставрации Мэйдзи, в том числе над многими из своих родственников из рода Хосина в княжестве Айдзу.
В июле 1871 года после административно-политической реформы Иино-хан был ликвидирован. На территории бывшего княжества первоначально была создана префектура Иино, которая в конце того же года стала частью префектуры Кисарадзу, а затем была включена в состав современной префектуры Тиба. Хосина Масаари, последний даймё Иино-хана, получил наследственный титул виконта (сисяку) в новой японской аристократической системе (кадзоку).
По переписи 1869 года, в княжестве Иино проживало 21 443 человека в 4 375 домохозяйствах. Иино-хан сохранял главную резиденцию (камиясики) в Эдо (район Адзабу).

## Список даймё
- Род Хосина (фудай-даймё) 1648—1871

| #  | Имя и годы жизни                           | Правление | Титул                    | Ранг                    | Кокудара            |
| -- | ------------------------------------------ | --------- | ------------------------ | ----------------------- | ------------------- |
| 1  | Хосина Масасада (1588-1661) (яп. 保科正貞) | 1648-1661 | Danjō-no-jō (弾正忠)     | Пятый нижний (従五位下) | 17,000->15,000 коку |
| 2  | Хосина Масакагэ (1616-1700) (яп. 保科正景) | 1661-1686 | Danjō-no-jō (弾正忠)     | Пятый нижний (従五位下) | 15,000->20,000 коку |
| 3  | Хосина Масаката (1665-1715) (яп. 保科正賢) | 1686-1714 | Hyōbu-shōyū (兵部少輔)   | Пятый нижний (従五位下) | 20,000 коку         |
| 4  | Хосина Масатака (1694-1738) (яп. 保科正殷) | 1715-1718 | нет                      | нет                     | 20,000 коку         |
| 5  | Хосина Масахиса (1704-1739) (яп. 保科正寿) | 1718-1739 | Danjō-no-jō (弾正忠)     | Пятый нижний (従五位下) | 20,000 коку         |
| 6  | Хосина Масатоми (1732-1798) (яп. 保科正富) | 1739-1770 | Этидзэн-но-ками (越前守) | Пятый нижний (従五位下) | 20,000 коку         |
| 7  | Хосина Масанори (1752-1815) (яп. 保科正率) | 1770-1802 | Danjō-no-jō (弾正忠)     | Пятый нижний (従五位下) | 20,000 коку         |
| 8  | Хосина Масаёси (1775-1844) (яп. 保科正徳)  | 1802-1817 | Симоса-но-ками (下総守)  | Пятый нижний (従五位下) | 20,000 коку         |
| 9  | Хосина Масамото (1801-1848) (яп. 保科正丕) | 1817-1848 | Danjō-no-jō (弾正忠)     | Пятый нижний (従五位下) | 20,000 коку         |
| 10 | Хосина Масаари (1833-1888) (яп. 保科正益)  | 1848-1871 | Danjō-no-jō (弾正忠)     | Пятый нижний (従五位下) | 20,000 коку         |